# Theuma
Theuma là một đô thị thuộc huyện Vogtland, bang Sachsen, Đức. Đô thị Theuma có diện tích 9,82 km², dân số thời điểm ngày 31 tháng 12 năm 2006 là 1141 người.